# Спаш
Спаш (Спашь, Спаж, Спавш) — древний русский город, столица удельного Спажского княжества, от которого вели свой род князья Спажские.

## История
Спаш упоминается в Ипатьевской летописи под 1147 годом в связи с княжескими междоусобными войнами и под 1152 годом в связи с походом Юрия Долгорукого на Чернигов. Князья Волконские, близкие родственники Спажских, в своей родословной росписи, поданной в Разрядный приказ в 1686 году, писали, что «Волкона и Павшино — городищи великия в Олексинском уезде и доныне знатны».

## Локализация
Археолог и краевед Николай Троицкий на основе росписей Волконских отождествлял Спаш с городищем в селе Павшино, которое располагается около устья реки Рысня, притока Упы, в Дубенском районе Тульской области. Существует также иная версия, которую отстаивала в том числе Татьяна Никольская, согласно которой летописный Спаш — это городище Спасское на берегу реки Неполодь в Орловской области, которое традиционно отождествляется со Звенигородом-на-Оке. В качестве аргумента для этой версии приводится несоответствие расположение Спаша в нынешней Тульской области маршрутам князей, в связи с которыми город упомянут в летописях.